# NGC 6350
NGC 6350 est une vaste galaxie lenticulaire relativement éloignée et située dans la constellation d'Hercule. Sa vitesse par rapport au fond diffus cosmologique est de 9 728 ± 25 km/s, ce qui correspond à une distance de Hubble de 143,5 ± 10,1 Mpc (∼468 millions d'al). NGC 6350 a été découverte par l'astronome français Édouard Stephan en 1880.

## Supernova
La supernova SN 2010je a été découverte dans NGC 6350 le 2 novembre 2010 les astronome amateurs américain Tim Puckett et canadien Jack Newton. Le type de cette supernova n'a pas été déterminé.